# Auguste Brizeux
Julien Pélage Auguste Brizeux né le 12 septembre 1803 à Lorient (Morbihan) et mort le 3 mai 1858 à Montpellier (Hérault) est un poète romantique français.

## Les années d'étude
En 1811, Auguste Brizeux est orphelin de son père Pélage-Julien, officier de santé en chef à bord du vaisseau le Courageux, mort à Cherbourg. Sa mère, née Françoise-Souveraine Hoguet, originaire de l'Oise, épouse en secondes noces Jacques Boyer. Elle en aura trois fils : Ernest, Charles et Edmond, et une fille, Amélie. Il est confié, dès la mort de son père, à des oncles ecclésiastiques. Il est d'abord placé, dès 1811, à Arzano, près de Quimperlé, à la limite du Morbihan et du Finistère, chez le recteur Joseph-Marie  Lenir qui lui inculquera quelques rudiments de philosophie et de théologie appris à Saint-Sulpice. De ce prêtre réfractaire, Brizeux héritera de l'admiration pour Virgile et Bourdaloue, mais aussi de Louis Racine et de l'abbé Delille. Il fait ses études au collège Saint-François-Xavier de Vannes jusqu'en 1819, puis à celui d'Arras, dont le supérieur était M. Sallentin, un grand-oncle de sa mère, jusqu'en 1822. Après un séjour à Lorient, où il occupe un emploi dans une étude d'avoué, il part pour Paris en 1824 pour y faire son droit.

## Le poète acclamé à Paris
En 1831, son premier recueil Marie, d'abord publié comme « roman » et sans nom d'auteur, rencontre immédiatement un vif succès. Alfred de Vigny et Sainte-Beuve en vanteront les mérites. En réalité, ce poème narratif est inspiré par les souvenirs de son enfance et ses premières amours dans la campagne bretonne. Le demi-frère du poète, ainsi qu'Auguste Barbier reconnaîtront aisément la jeune et réelle Marie Renée Pellan d'Arzanô, muse du poète, qui finira par se marier avec un cultivateur nommé Thomas Bardouil. La tombe de cette Béatrix bretonne est encore visible près de l'église de Guilligomarc'h. Cependant, Marie est aussi une allégorie de la Bretagne natale à laquelle l'homme et le poète resteront à jamais attachés malgré l'éloignement.
Quelques semaines après la parution de son recueil, Brizeux part pour l'Italie en compagnie d'Auguste Barbier, qui vient lui aussi de rencontrer un certain succès avec la publication de ses Iambes.
En 1834, Brizeux, fort de sa gloire, est nommé à l'Athénée de Marseille, en remplacement de Jean-Jacques Ampère (1800-1864), historien, écrivain et voyageur français qui l'a désigné pour lui succéder. Le cours inaugural de Brizeux du 20 janvier porte sur la poésie nouvelle. La même année, il s'embarque à nouveau pour l'Italie.
En 1841, il publie Les Ternaires, un recueil lyrique inspiré par l'Italie dont il fait la « seconde patrie de son âme ». En outre, il publie une traduction de la Divine Comédie de Dante.
L'année 1845 marque la consécration de son talent. Le poème Les Bretons, grâce à l'appui d'Alfred de Vigny et de Victor Hugo, est couronné l'année suivante par l'Académie française.

## Dans la colonie des Bretons de Paris
Parisien, il est le compagnon d'un groupe d'étudiants bretons, souvent de jeunes aristocrates méfiants vis-à-vis du nouveau régime établi en 1830, mais qui s'enflamment en magnifiant la Bretagne, sa langue, sa littérature et son histoire. En fait, on découvrira qu'elles sont liées au moins autant aux pays celtiques d'Outre-Manche qu'à celle de la France.
Son cadet de 13 ans, Théodore Hersart de la Villemarqué, qui a reçu une mission officielle, l'entraîne avec Louis de Carné de Marcein et Auguste du Marhallac'h à franchir la Manche pour être accueillis par les Gallois du Gorsedd des bardes de l'île de Bretagne à Abergavenny à l'été 1838. Mais Brizeux ne peut s'y rendre : il est retenu à Paris auprès de son ami le grammairien Le Gonidec, qui est à l'agonie et mourra peu de temps après. Ils en reviennent parés du titre prestigieux de bardes. Brizeux a été appelé « le prince des bardes bretons » et aimait à revenir régulièrement se ressourcer à Scaër.
Né en Bretagne bretonnante, Brizeux parle le breton cornouaillais, mais il utilise le breton normalisé de Le Gonidec pour ses vers bretons. Ses poésies bretonnes, Telenn Arvor (1844), et sa collection de proverbes, Furnez Breiz (1845), ont été rééditées par Roparz Hemon dans la revue Gwalarn en 1929.
Après plusieurs voyages, dont l'un en Italie en 1847-1848, Brizeux meurt le 3 mai 1858 à Montpellier, emporté par la tuberculose, chez son ami Saint-René Taillandier.

## Postérité

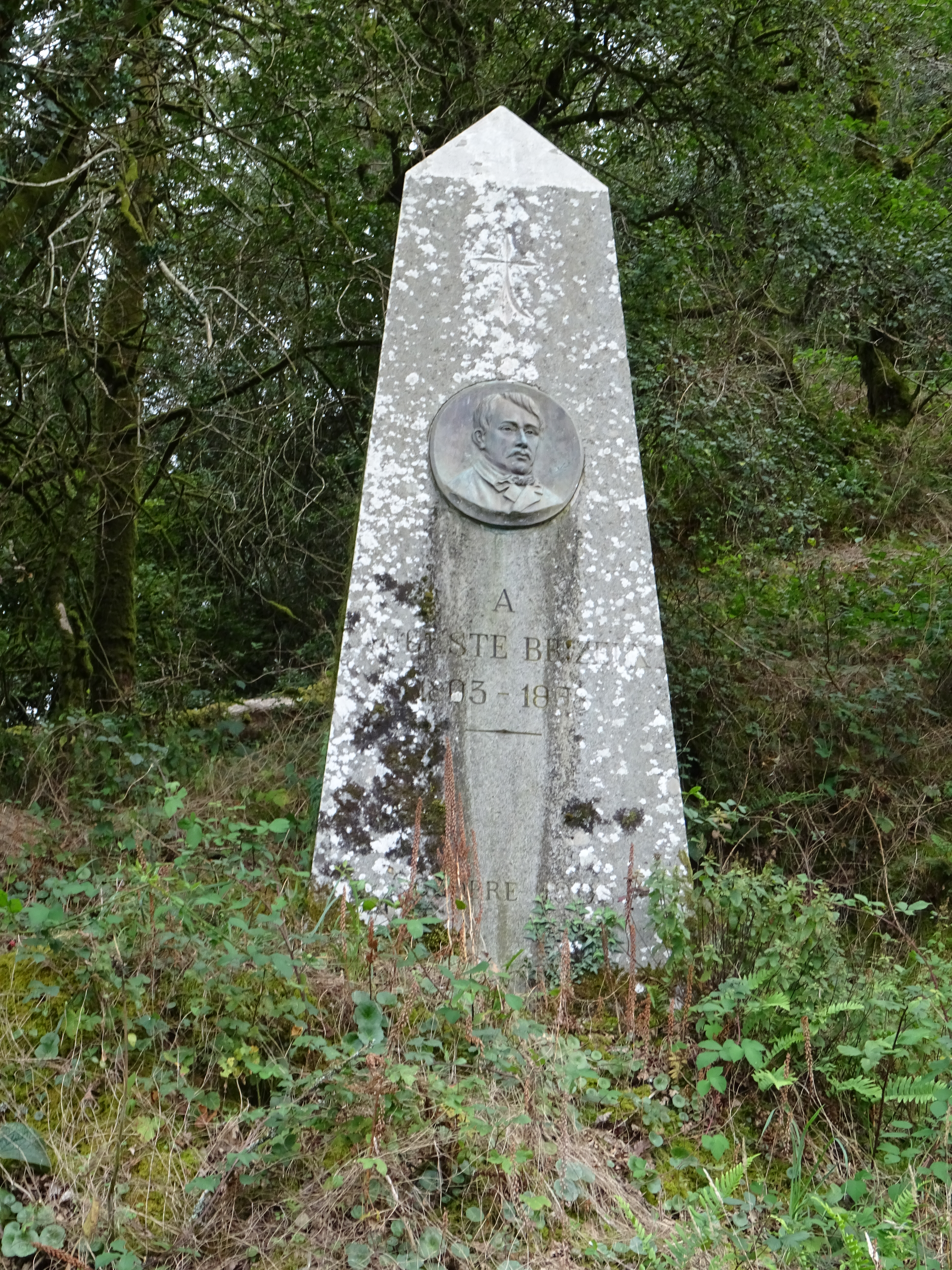
Le monument commémoratif érigé en l'honneur du poète Auguste Brizeux à Pont Kerlo, près du Scorff, en Arzano.

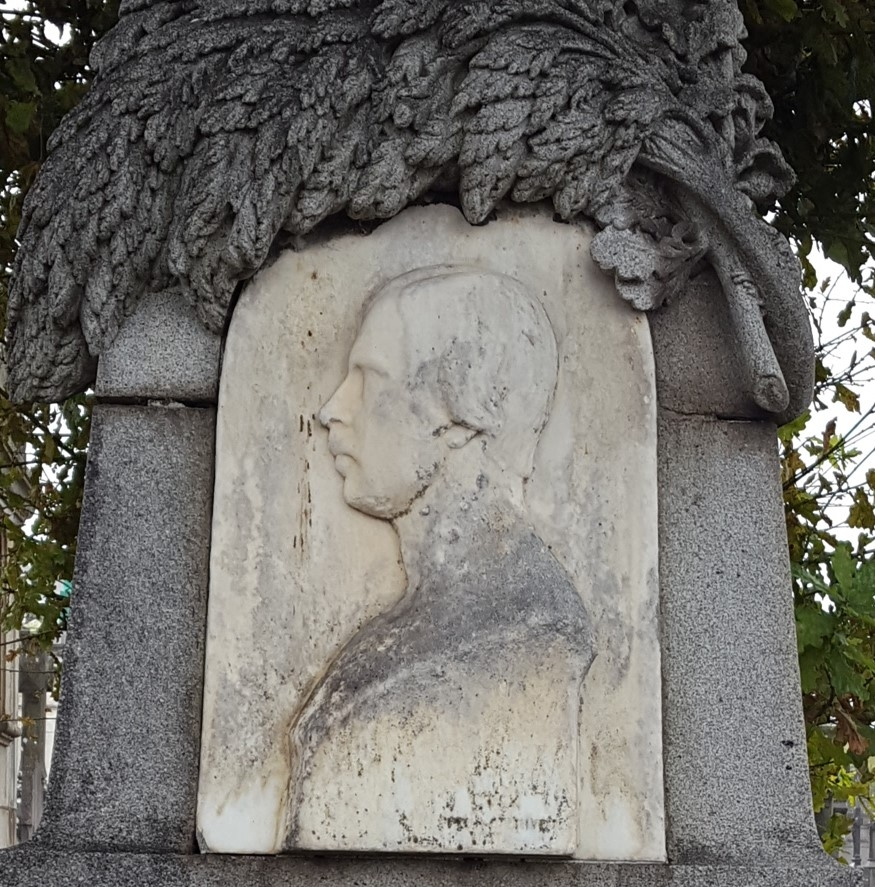
Antoine Étex, Auguste Brizeux (1858), Lorient, cimetière de Carnel.

Quelques jours après sa mort, Auguste Brizeux est inhumé dans le cimetière de Carnel à Lorient. Sa tombe est ornée de son portrait en bas-relief en marbre sculpté par Antoine Étex. Lui-même avait désiré que sa tombe fût couverte du feuillage d'un chêne :
Vous mettrez sur ma tombe un chêne, un chêne sombre,

Et le rossignol noir soupirera dans l'ombre :

C'est un barde qu'ici la mort vient d'enfermer ;

Il aimait son pays et le faisait aimer.

— La fleur d'or
Sans doute sa poésie ne survit-elle aujourd'hui, tant bien que mal, que par sa bretonnitude.
Il fut de ces romantiques qui contribuèrent, à la suite de Chateaubriand, à relancer un certain souffle lyrique catholique. Mais, comme l'affirme Bernard Bonnejean, les âmes romantiques du début du XIXe siècle « furent plus pénétrées de sensibilité égocentrique que de piété profonde et de vérités dogmatiques. »
À ce déraciné, on reconnaît de n'avoir jamais oublié de chanter l'âme bretonne. Peut-être aura-t-il manqué à ce Breton de Paris de suivre le conseil qu'il donne à ses compatriotes :
Oh ! ne quittez jamais, c'est moi qui vous le dis,

Le devant de la porte où l'on jouait jadis…

Car une fois perdu parmi ces capitales

Ces immenses Paris aux tourmentes fatales,

Repos, fraîche gaieté, tout s'y vient engloutir,

Et vous les maudissez sans pouvoir en sortir

— Marie

## Réception critique
Aujourd'hui, Brizeux ne soulève plus guère l'enthousiasme d'admirateurs inconditionnels. Pourtant, dans les milieux bretons catholiques, jusqu'au début du XXe siècle, il resta longtemps le premier chantre du romantisme spirituel breton :

« Brizeux occupera parmi les poètes du XIXe siècle une place plus haute que celle qu'il a tenue pendant sa vie. Il en est de plus grands sans doute, mais il n'est le disciple d'aucun d'eux, il ne doit rien, ni à Lamartine, ni à Hugo, ni à Musset ; il a su garder intacte son originalité. Parce que la Bretagne est immortelle, Brizeux restera son grand poète national. Mais ce n'est pas assez dire. Il a enrichi la littérature française d'une branche nouvelle : la poésie intime, familière, basée sur l'amour du sol natal, du foyer domestique, et dans ce genre qu'il a créé, où la foule des rimeurs le suit aujourd'hui, il est demeuré le maître. Il appartient à la France entière, à tous les cœurs épris du bien et du beau, à tous ceux qui savent goûter la délicatesse des sentiments, l'élévation de la pensée, le charme et la mélodie du langage. »

Charles Le Quintrec, lui aussi poète et breton, aura un jugement beaucoup plus sévère, presque diamétralement opposé :

« À la place du discours maladroit partout présent dans son œuvre, que ne nous a-t-il donné le poème d'une Bretagne encore ignorée, encore abîmée, encore prise pour une terre farouche et retardataire ? À vouloir suivre les grands rhéteurs de l'école française, il est passé à côté de son génie propre. Il s'est essoufflé dans le discours, par le discours, alors que le discours, si bien construit soit-il, n'a aucune résonance dans l'espace et le temps. »

## Œuvres
- Racine, comédie en 1 acte et en vers, avec Philippe Busoni, Paris, Théâtre-Français, 27 décembre 1827.
- Marie, poème, 1832 Texte en ligne.
- Les Ternaires, livre lyrique, 1841.
- Les Bretons, poème, 1845.
- Furnez Breiz, 1845 Texte sur Wikisource.
- Histoires poétiques, suivies d'un Essai sur l'art, ou Poétique nouvelle, 1855 Texte en ligne.
- Primel et Nola, 1852.

Éditions et traductions d'ouvrages
- Mémoires de Madame de La Vallière, 2 vol., 1829.
- La Divine Comédie de Dante Alighieri, traduction nouvelle par A. Brizeux, .avec une notice et des notes par le même, 1841.

Éditions posthumes
- Œuvres complètes, 2 vol., 1860 Texte en ligne 1 2.
- Œuvres, 1874 Texte en ligne.
- Œuvres, 4 vol., 1879-1884 Texte en ligne 1 : Marie. Télen Arvor. Furnez Breiz. 2 : Les Bretons. 3 : Les Fleurs d'or (Les Ternaires). Histoires poétiques I-III 4 : Histoires poétiques IV-V. Cycle. Poétique nouvelle..
- Marie, poème. Primel et Nola, précédé d'une notice sur Auguste Brizeux par Saint-René Taillandier, illustrations d'Henri Pille, 1882.
- Œuvres choisies, 1910.
- Choix de poésies, 1932.
- Telenn Arvor - Furnez Breiz peurreizet hag embannet gant Roparz Hemon, 1932.
- Un Poète romantique et ses amis : correspondance 1805-1858. Auguste Brizeux, présentation et notes de Jean-Louis Debauve, Brest, Centre de recherches bretonnes et celtiques, 1989.

## Hommage
Le Monument à Auguste Brizeux est érigé en 1888 à Lorient (actuellement au parc Chevassu), inauguré en présence d'Ernest Renan et de Jules Simon.
Auguste Brizeux a donné son nom à des établissements scolaires de Bretagne :
- un lycée général public de Quimper (Finistère) ;
- un collège public de Quimper (Finistère) ;
- le collège public de Lorient (Morbihan) ;
- une école élémentaire publique de Vannes (Morbihan).

Auguste Brizeux a donné son nom à :
- une rue à Vannes
- une rue à Arzano (Finistère) ;
- une rue et à un square à Lorient (dans le quartier de Nouvelle-Ville) ;
- un quai à Quimperlé ;
- une rue de Douarnenez ;
- une rue de Concarneau ;
- une rue de Quimper ;
- une rue de Plouvien ;
- une rue de Port-Louis ;
- une rue de Rennes ;
- une rue à Carhaix ;
- une rue à Saint-Martin-des-Champs ;
- une rue à Languidic ;
- une rue de Nantes, cité des Ducs de Bretagne ;
- une rue à Saint-Brieuc ;
- une impasse à Surzur
- une avenue à Pacé ;
- une voie à Paris ;
- une rue à Saint-Nazaire.

Chaque année pour la Toussaint, une délégation d'élus se rend sur la tombe d'Auguste Brizeux au cimetière de Carnel pour y entendre une aubade donnée par des musiciens et danseurs du Cercle celtique Auguste Brizeux.

## Pour approfondir